# Turbo File (ASCII)
Los dispositivos Turbo File de ASCII Corporation son dispositivos de almacenamiento externo para guardar posiciones de juego en varias consolas de Nintendo. Los dispositivos se han vendido solo en Japón, y están soportados principalmente por los propios juegos de ASCII. 

## Turbofile
Para Famicom, lanzado en 1986. Contiene 8 kB de SRAM con respaldo de batería, se conecta al puerto de expansión del controlador de 15 pines de Famicom. 
Soportado por: 
- Best Play Pro Yakyuu (1988) ASCII (J)
- Best Play Pro Yakyuu '90 (1990) (J)
- Best Play Pro Yakyuu II (1990) (J)
- Best Play Pro Yakyuu Special (1992) (J)
- Castle Excellent (1986) ASCII (J) (early access method without filename) (also supports the Famicom Data Recorder)
- Derby Stallion - Zenkoku Ban (1992) Sonobe Hiroyuki/ASCII (J)
- Downtown - Nekketsu Monogatari (1989) Technos Japan Corp (J)
- Dungeon Kid (1990) Quest/Pixel (J)
- Fleet Commander (1988) ASCII (J)
- Haja no Fuuin (1986) ASCII/KGD (J)
- Itadaki Street - Watashi no Mise ni Yottette (1990) ASCII (J)
- Ninjara Hoi! (J)
- Wizardry - Legacy of Llylgamyn (19XX) (J)
- Wizardry - Proving Grounds of the Mad Overlord (1987) (J)
- Wizardry - The Knight of Diamonds (1991) (J)

## Turbofile II
El Turbofile II fue diseñado para la Famicom. Igual que el Turbofile, pero contiene 32 Kbytes de SRAM con respaldo de batería, dividido en 4 ranuras de 8 Kbytes, las ranuras se pueden seleccionar mediante un interruptor de 4 posiciones. 

## Turbo File Adapter
Para Super Famicom, lanzado alrededor de 1992. Permite conectar un Turbo File o Turbo File II a las consolas Super Famicom. Además de la conversión de pines (puerto de controlador de 15 pines Famicom a 7 pines Super Famicom), el dispositivo también contiene algunos componentes electrónicos (agregando un código de identificación del controlador SNES e inventando un protocolo de transmisión más complicado para ingresar al modo de transferencia de datos). 
Soportado por: 
- Ardy Lightfoot (1993)
- Derby Semental II (1994)
- Derby Stallion III (1995) (admite los modos TFII y STF)
- Derby Stallion 96 (1996) (admite los modos TFII y STF, además de los mini cartuchos Satellaview mini FLASH)
- Derby Stallion 98 ( NP ) (1998) (admite los modos TFII y STF)
- Down the World: Mervil's Ambition (1994)
- Kakinoki Shogi (1995)
- Tactics Ogre: Let Us Cling Together (1995) (admite los modos TFII y STF)
- Wizardry V: Heart of the Maelstrom (1992) (sólo versión japonesa: la detección de hardware de Turbo File no funciona en la versión estadounidense).

## Turbo File Twin
Para Super Famicom, lanzado alrededor de 1995. Contiene 160 Kbytes de batería SRAM. Se utilizan 4×8 Kbytes en los cuatro modos TFII (emulando un Turbo File II con Turbo File Adapter), los 128 Kbytes restantes se usan para un nuevo modo "STF" específico de SNES. El modo STF es compatible con: 
- Bahamut Lagoon (1996) Square (¡¿INCORRECTAMENTE ?! afirmaba admitir Turbo File)
- Daisenryaku Expert WWII: War in Europe (1996) SystemSoftAlpha / ASCII Corp (JP)
- Ley oscura: significado de la muerte (1997) ASCII (JP)
- Derby Stallion III (1995) (admite los modos TFII y STF)
- Derby Stallion 96 (1996) (admite los modos TFII y STF, además de los mini cartuchos Satellaview mini FLASH)
- Derby Stallion 98 ( NP ) (1998) (admite los modos TFII y STF)
- Gunple - Gunman's Proof (1997) ASCII / Lenar (JP)
- Mini Yonku / 4WD Shining Scorpion - Let's & Go !! (1996) KID / ASCII Corp (JP)
- Ongaku Tsukūru: Kanadeeru (admite el modo STF, más los mini cartuchos Satellaview mini FLASH)
- RPG Tsukūru: Super Dante
- RPG Tsukūru 2 (admite el modo STF, más los mini cartuchos Satellaview mini FLASH)
- Sound Novel Tsukūru (admite el modo STF, más los mini cartuchos Satellaview mini FLASH)
- Tactics Ogre: Let Us Cling Together (1995) (admite los modos TFII y STF)
- Wizardry VI: Bane of the Cosmic Forge (1995) (JP) (Inglés)

## Turbo File GB
Para Game Boy de 8 bits. Conectado a través del puerto del cable de enlace. Los datos se almacenan en tarjetas de memoria que se conectan al dispositivo. 
Los títulos admitidos incluyen: 
- RPG School GB
- RPG Maker 2

## Turbo File Advance
Para Game Boy Advance. Vendido por Sammy. 
Los títulos admitidos incluyen: 
- RPG Tsukuru Advance [2] (máximo 15 salvaciones)
- Derby Stallion Advance [3]